# Trichobrotica flavipes
Trichobrotica flavipes es una especie de insecto coleóptero de la familia Chrysomelidae.
Fue descrita científicamente en 1958 por Blake.